# 6842 Krosigk
6842 Krosigk è un asteroide della fascia principale. Scoperto nel 1960, presenta un'orbita caratterizzata da un semiasse maggiore pari a 2,6552313 UA e da un'eccentricità di 0,0946088, inclinata di 10,97517° rispetto all'eclittica.